# Kalb el louz
Pour les articles homonymes, voir Kalb.
Kalb el louz ou qalb el louz (en arabe : قلب اللوز, également appelée chamia et h'rissa selon les régions) est une pâtisserie algérienne,, originaire de Constantine. 
Cette pâtisserie est une des plus populaires du pays. Elle est très largement consommée durant les soirées du mois sacré du ramadan avec un thé à la menthe ou du thé noir aux clous de girofle ou du café.

## Étymologie
Qalb el louz est une dénomination typiquement algéroise qui signifie « cœur d'amandes, ». Elle est appelée chamia (« la Syrienne ») dans l'Ouest algérien et h'rissa dans l'Est algérien,.

## Ingrédients
Kalb el louz est une pâtisserie très consistante, à base de semoule, d'amandes, de fleur d'oranger et très fondante grâce au sirop de miel (cherbette) dont elle est abondamment arrosée.
Dans le passé, elle était farcie uniquement d'amandes, ce qui est à l'origine de son nom. De nos jours, les amandes sont remplacées par des cacahuètes, des pistaches ou des noisettes, et même du chocolat.

## Histoire
Kalb el louz serait originaire de la ville de Constantine,. Il existe de nombreuses théories contradictoires sur les racines de cette spécialité algérienne. La presse présente plusieurs versions sur ses origines.
Certaines sources affirment que son origine est la basboussa de la Syrie. Cependant, bien qu'elle ressemble dans sa forme à la basboussa et ait des ingrédients similaires, elle présente un goût et une méthode de préparation différents.
D'autres sources stipulent que le qalb el louz a été introduit en Algérie depuis l'Andalousie au XVIe siècle avec les réfugiés d'Espagne. Cependant, le nom Qalb el louz, typiquement algérois, semble être plutôt tiré du nom d'une spécialité de pâtisserie française, le « cœur d'amandes ».
Une autre légende raconte que le kalb el Louz aurait été créé par le calife Al-Ma'mūn au Xe siècle, utilisant du riz comme ingrédient principal. On trouve plusieurs recettes de cette époque sous la dénomination de ma'mounia, du nom de son créateur. Une grande variété de recettes en a découlé, et la ma'mounia est aujourd'hui associée à la cuisine syrienne, notamment d'Alep.
Certains affirment également que cette spécialité a des origines turques et qu'elle était considérée comme une douceur « royale », réservée aux tables de la classe dirigeante à l'époque ottomane.